# Campamento de Shati
El campamento de refugiados de Shati (en árabe: مخيّم الشاطئ‎), también conocido como Al-Shati y como campamento de Playa, es un campamento de refugiados palestino localizado al norte de la Franja de Gaza, frente a la costa mediterránea de la Gobernación de Gaza, y más específicamente en la ciudad de Gaza.
La superficie total del campamento es de tan solo 727 dunums (0,727 kilómetros cuadrados). Según la Oficina Central de Estadísticas de Palestina (PCBS), Shati tenía una población de 87.158 habitantes a mediados del año 2006, mientras que la Agencia de Naciones Unidas para los Refugiados de Palestina en Oriente Próximo (UNRWA) aporta la cifra de 82.009 refugiados registrados en mayo de 2013. Shati es el tercer mayor campamento de refugiados en la Franja de Gaza, y está considerado como una de las zonas más densamente pobladas del mundo.

## Historia
El 29 de noviembre de 1947, la Asamblea General de las Naciones Unidas aprobó la resolución 181, más conocida como el Plan de Partición de Palestina, que impulsaba la creación de un estado judío y uno árabe en el territorio del Mandato Británico de Palestina. Como consecuencia del avance de las tropas judías antes y durante la guerra árabe-israelí de 1948, unos 700.000 palestinos fueron expulsados o huyeron de sus hogares. A la conclusión de la guerra, Israel les negó el derecho de retorno, por lo que Naciones Unidas decidió crear la Agencia de Naciones Unidas para los Refugiados de Palestina en Oriente Próximo (UNRWA) y una serie de campamentos de refugiados en la Franja de Gaza, Cisjordania, Líbano, Siria y Jordania. 
El campamento de Shati se creó en 1948 para aproximadamente 23.000 palestinos que huían de las ciudades de Jaffa, Lod y Beersheba, así como de los pueblos y aldeas cercanos, durante la Nakba. En 1971, las autoridades israelíes derribaron más de 2.000 hogares para ensanchar las carreteras por motivos de seguridad. Unos 8.000 refugiados se vieron forzados a abandonar el campamento en dirección al cercano proyecto urbanístico de Sheikh Radwan en la ciudad de Gaza.

### Ocupación Israelí
El 1 de noviembre de 2000, un niño de 13 del campamento de Shati llamado Ahmad Salman Ibrahim abu-Tayeh murió de un disparo en la cabeza efectuado por soldados israelíes en el transcurso de una manifestación. Ibrahim Riziq Marzuq Omar, de 15 años, murió por un disparo en el pecho recibido en esa misma manifestación, que tuvo lugar frente al puesto de control de Karni. El 1 de diciembre, Medhat Muhammad Subhi Jadallah, de 14 años, murió de un disparo israelí en la cabeza durante una manifestación.
El 6 de abril de 2001, Mahmoud Kahlil Muhammad Barakat, un adolescente de 15 años del campamento de Shati, recibió un disparo en la cabeza durante una manifestación en el puesto de control de Karni. Seis días después, el 11 de abril, murió a causa de las heridas. El 4 de diciembre de este mismo año, Muhammad Mahmoud abu-Marsa, de 15 años, murió en un ataque aéreo israelí mientras volvía a casa de la escuela.
El 11 de enero de 2003, Ziad Khalil al-Deifi, de 17 años y originario del campamento de Shati, murió por una explosión causada por el ejército israelí. El 27 de junio de este mismo año, Muhammad Yehya Mahmoud al-Ghoul, de 14 años, murió por los disparos realizados durante una incursión del ejército israelí en el campamento de Shati.
El 9 de agosto de 2006, un adolescente palestino llamado Ahmad Hussein Muhammad al-Mishal murió por los disparos de un helicóptero israelí mientras trabajaba en una huerta. Tenía 16 años.

El 1 de febrero de 2008, un chico de 14 años del campamento de Shati murió de cáncer. Se llamaba Nuraldeen Muhammad Madi, y su solicitud para abandonar la Franja de Gaza para recibir tratamiento médico había sido denegada por Israel. El 29 del mismo mes, Ala Ayman Omar al-Burno, de 17 años, murió frente a una comisaría de policía de Shati por el impacto de un misil lanzado desde un helicóptero israelí. El 27 de diciembre de este año, en el contexto de la Guerra de Gaza de 2008-2009, el ejército israelí mató a Mazen Ahmad Muhammad Matar (15 años) en el campamento de Shati. El 5 de enero de 2009, un bombardeo naval israelí mató en su casa a un matrimonio y sus cinco hijos, entre ellos Sayed Amr Riziq Saber abu-Eisha, de 12 años, su hermana Gaida de 8 años y su hermano Muhammad de 10. Un día después, Abdul-Jalil Hasan Abdul-Jalil al-Hels, de 8 años, murió cuando un misil israelí impactó en un coche de policía aparcado cerca.

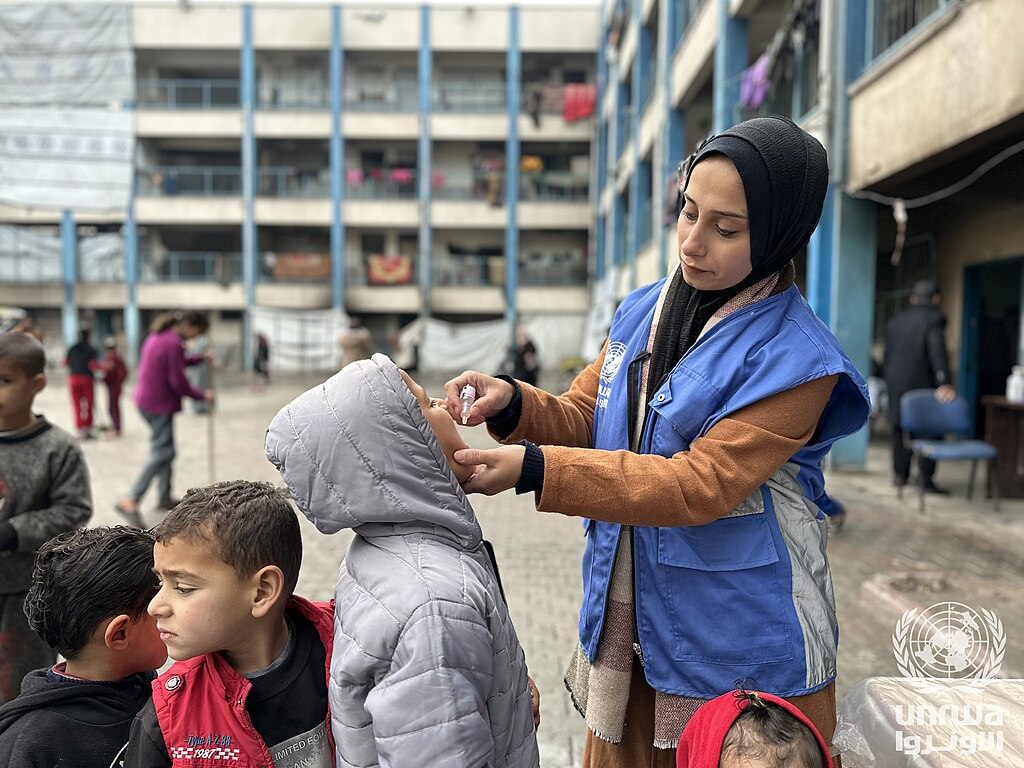
Un niño desplazado palestino recibe una vacuna de la polio en un refugio de UNRWA

El 18 de noviembre de 2012, un bombardeo de la aviación israelí mató a Tasneem Nahal en el campo de refugiados de Shati. Tenía 9 años. El 30 de abril de 2013, Israel reanudó su política de asesinatos selectivos en Gaza con un ataque sobre Haytham Al Mishal, de 24 años y residente de Shati, que murió en el acto. El 4 de agosto de 2014, durante la Guerra de Gaza de 2014, una niña de 8 años murió y 30 personas resultaron heridas por un bombardeo israelí en el campamento. Este ataque tuvo lugar minutos antes de la entrada en vigor de un alto el fuego unilateral israelí, según fuentes israelíes, o minutos después según fuentes palestinas. Muhammad Majed Fadel Baker, pescador de 25 años del campamento de Shati, murió el 15 de mayo de 2017 por los disparos de un barco israelí dentro de la zona donde Israel permite faenar a los pescadores gazatíes. Ibrahim Abu Thuraya, de 29 años de edad, murió a causa del disparo de un francotirador israelí en la cabeza cuando protestaba en su silla de ruedas contra la decisión de la administración Trump de reconocer a Jerusalén como capital de Israel. Tenía ambas piernas amputadas desde la cadera debido a un bombardeo israelí durante la Guerra de Gaza de 2008-2009. El 14 de julio de 2018, dos adolescentes de 15 años llamados Amir al-Nimrah y Luai Kahil estaban sentados sobre el tejado de un edificio en construcción cuando un misil israelí los mató. El ejército israelí aportó vídeos de la explosión, que después se demostrarían manipulados, para argumentar que seguía su política de "toque en el tejado", según la cual se lanzan pequeños misiles sobre los tejados de las casas que van a recibir minutos después un impacto mayor. Sin embargo, el misil que mató a Amir y Luai contenía metralla y acabó con sus vidas instantáneamente.

### Guerra Israel-Gaza

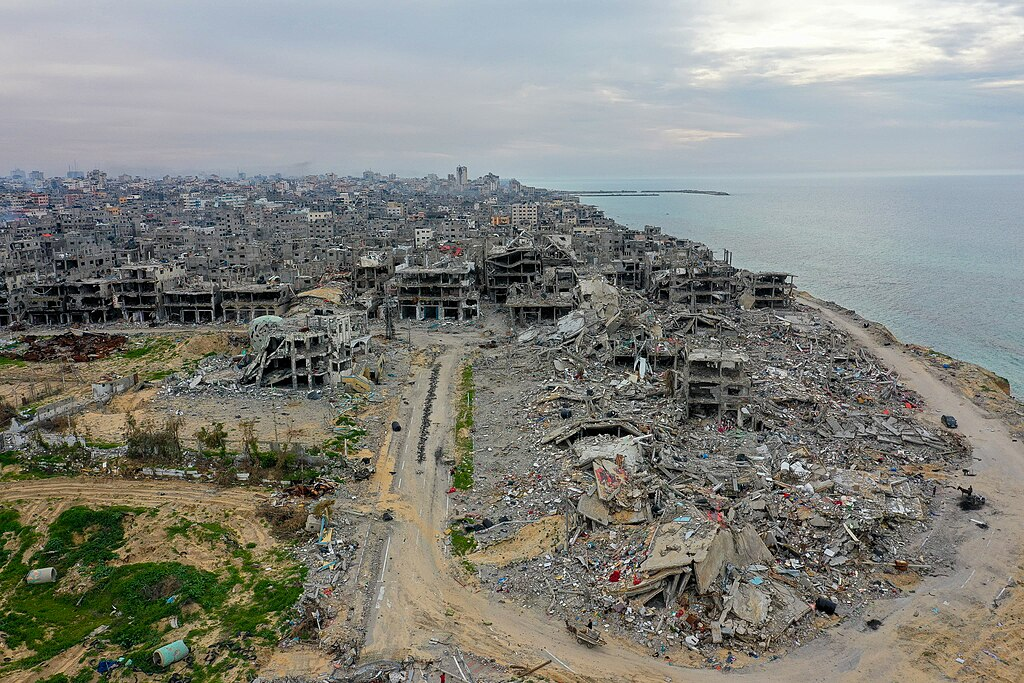
Vista aérea de la destrucción del campamento durante la guerra Israel-Gaza (3 de julio de 2024)

El 9 de octubre de 2023, las FDI llevaron a cabo un ataque aéreo contra el campamento: el ataque destruyó cuatro mezquitas y según los medios palestinos, mató a numerosas personas que se encontraban dentro. El campo es el tercer campo de refugiados más grande de Gaza, con una población de más de 90 000 habitantes. El 12 de octubre las FDI llevaron a cabo un segundo ataque que mató a trece personas. El 22 de junio de 2024, dos ataques aéreos llevados a cabo por las Fuerzas de Defensa de Israel ocurrieron aproximadamente al mismo tiempo en distritos del norte de la ciudad de Gaza, golpeando el campamento de refugiados de Al-Shati y el distrito de Tuffah, matando al menos a cuarenta y tres personas e hiriendo a docenas más.
El 10 de agosto de 2024 las Fuerzas de Defensa de Israel (FDI) llevaron a cabo una serie de ataques aéreos contra el campamento. Los bombardeos alcanzaron a un grupo de palestinos que se habían reunido para rezar cerca de las ruinas de una mezquita del campamento y provocaron la muerte de al menos 22 personas y heridas de distinta consideración a otras veinte.

## Economía

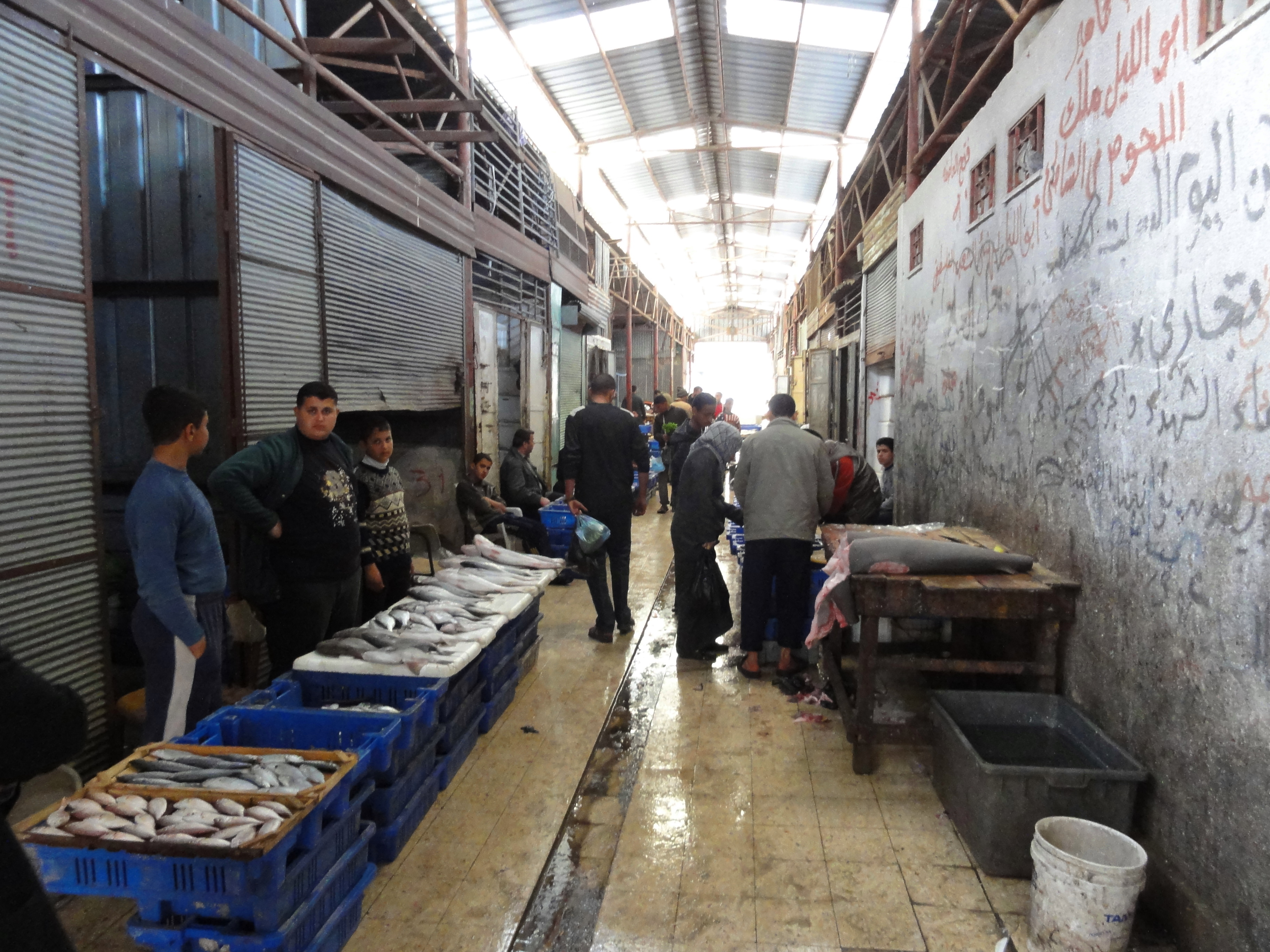
Lonja del campamento de Shati

Antes de septiembre de 2000, momento en el que Israel estableció el bloqueo de la Franja de Gaza debido a la violencia de la Segunda Intifada, la mayoría de los trabajadores de Shati eran peones en Israel o trabajaban en la agricultura. Hoy, algunos refugiados trabajan en fábricas y talleres de costura. Un importante número de las 2.453 familias del campamento dependen de la pesca como medio de vida. Sin embargo, la prohibición de pescar a más allá de 6 millas náuticas de la costa establecida por la marina israelí ha causado destruidos muchos medios de vida y aumentado la pobreza. El campamento tiene un sistema de alcantarillado, un centro de salud y 18 centros educativos emplazados en 9 edificios distintos. También dispone de un centro comunitario para la rehabilitación que, abierto en 1997 gracias a la ayuda del gobierno de Japón, atiende a 74 refugiados discapacitados. El desempleo ha crecido exponencialmente desde que Israel impuso su bloqueo sobre la Franja de Gaza y una enorme parte de la población de Shati depende de la ayuda alimentaria y monetaria que les proporciona UNRWA. Unas 2.500 familias están consideradas en extrema pobreza. La prohibición de entrada de cemento ha hecho imposible construir o reparar los refugios del campamento, y hasta un 90% del agua en la zona no es apta para el consumo humano. El pobre suministro eléctrico y los frecuentes cortes de electricidad son problemas añadidos del campamento.

## Personas de Shati
- Ismail Haniya, líder de Hamás y primer ministro de la Autoridad Nacional Palestina en la Franja de Gaza
- Rashid Masharawi, cineasta
- Said Seyam, asesinado de facto ministro del Interior de la Autoridad Nacional Palestina con base en la Franja de Gaza
- Yasser Elshantaf, hombre de negocios palestino asentado en Alemania